# Миколай Куницький
Миколай Куницький псевд. Муха Міхальський (нар. 18 листопада 1914 р. в Холмській губернії, пом. 5 липня 2001 р.) — походив з православної родини українського північного Полісся на території Білорусі.   
22.10.1943-08.02.1945 був командиром совєтського партизанського загону УШПР (Український Штаб Партизанського Руху) ім. Сталіна у званні совєтського старшого лейтенанта. Звання капітан у совєтській ієрархії ніколи не мав.    
Основу загону імені Сталіна складали православні українські селяни-поліщуки з села Ольмани, Столинського району, Пинської области. В совєтських документах їх писали як Білорусів.   
Хоча вже 1903 року за результатами етнографічної експедиції у своїй ґрунтовній праці "Білоруси" відомий засновник Білоруського наукового мовознаваства і літературзнавства КАРСКІЙ Євфімій Федорович, філолог-славіст, фольклорист, палеограф, етнограф, доктор филологии (1896), академік Санкт-Петербургської академії наук (1916, чл.-кор. від 1901), Чеськой академії наук (1929) НЕ ВКЛЮЧАВ терени Берестейщини і Пинщини, де було село Ольмани до території поширення Білоруських говорів.    
1921 року у селі Ольмани, ґміна Теребежів, повіт Лунинець польський перепис показав 757 осіб православних, записаних як Білоруси(хоча вони були українські поліщуки північного Полісся), 64 особи юдейської віри, записаних як Жиди і всього лишень 6 осіб, записаних як поляки.  
Твердження, що совєтський загін Куницького імені Сталіна складався з Волинських поляків є хибне.   
Біографія  
Миколай Куницький народився 18.11.1914 року на станції Лахва Мозирського повіту (уєзд) Мінської губернії, Російська імперія. Тепер це є станція Лахва, Лунинецький район, Брестська область, республіка Білорусь. Батьком був Куницький Йосиф Станиславович, стрілочник станції Лахва. Мамою була Агафія Мартинова, яка походила з Кобринщини. Оскільки батьки Миколая були православного віросповідання, то і сина охрестили у православній церкві.                                                                                                                         30.11.1914 Миколая Куницького охрещено у православній Лахвенській церкві. Обряд хрещення провів протоієрей Хома Тумилович з псаломщиками діяконом Анатолієм Серповим і Кирилом Родаківським. Отже походив Миколай з православної родини, був або українського або змішаного білорусько-українського походження. У дорослому віці Миколай змінив ідентичність на польську, на людях називався поляком. 
1920 року після смерті батька родина переїхала у родинні сторони матері на Кобринщину і оселилась на станції Городець, яка після 19.02.2021 року числилась в межах Поліського воєводста Речі Посполитої.
Довоєнний професійний унтерофіцер Війська Польського, у 1939 році брав участь у Вересневій кампанії, воював при обороні Варшави. У 1939 році втік з німецького полону і повернувся до рідного дому. До 1941 року перебував з матір'ю в Городці поблизу Кобриня (у власності Марії Родзевичівни). У 1942 році отримав повістку до шуцманшафт у Кобрині. З березня по листопад 1942 р. проходив навчання в Німецькій військовій школі в Кобрині (диверсійно-саботажна). Закінчив школу у званні фельдфебеля. З січня 1943 р. командир роти 104-го батальйону Шутцполіцай (нім. Schutzmannschaftsbataillon 104), яка ліквідувала, серед іншого, війська УПА в околицях Висоцька. Після нападу українських ополченців на польські села та відмови німецького командування помститися українцям він разом зі своєю ротою (150 солдатів) дезертував.
У березні 1943 року він вступив у контакт із радянськими партизанами, а потім дезертував із групою солдатів, убивши німецький командний склад. Увійшов до групи генерала Василя Бегми. 3 серпня 1943 р. прийняв командування дивізією Об'єднаних польських партизан ім. Тадеуша Костюшка на Волині, підпорядкованого Головному штабу в Москві та генералу Бегмі. Нижче міста Сарни на той час працювала 27-а стрілецька Волинська дивізія Армії Крайової. До весни 1944 року брав участь у боях із німецькою армією та частинами УПА на Волині у трикутнику Камінь-Каширський — Сарни — Дубник. 11 і 12 червня 1944 року загін Куницького брав участь у битві на Поритому взгір'ї біля села Момоти-Якубове, співпрацюючи з підрозділом НВО-АК «Батька Яна», яким командував Францішек Пшисєнзняк.
17.02.1944 року совєтський партизанський загін з'єднання №1 Рівненської области УШПР стояв на постої в місті Рівному, відпочивав після боїв. Для продовження бойових дій в тилу німців з числа загону залишили 74 особи здатних витримувати тяжкі переходи чоловіків віком 19-43 роки. Були це  у своїй масі селяни з села Ольмани. Загін мав таку структуру:                             - 5 штаб                                                                                                                                                                                                                           - 3 бойових роти по 19 бійців                                                                                                                                                                             - 1 боєць відповідав за боєзапас                                                                                                                                                                    - 1 медичний працівник
У липні 1944 року Куницький об'єднав свій загін поблизу Отрит у Бещадських горах із польським загоном самооборони Юзефа Павлусевича. У той час він також співпрацював із загоном радянських партизан під командуванням Леоніда Беренштейна. Поблизу Кривого (гора Столи) на полонині Ветлинській його партизани отримали повітряні скидання припасів. Загін Куницького вів численні бої з меншими німецькими частинами, українською поліцією, а потім і УПА. Його кінні розвідники вивішували в бещадських селах попередження, спрямовані щодо УПА проти спроб погромів польського населення. У Поляні партизани Куницького спалили, серед іншого, нафтову шахту, і вони розбили батальйон української поліції.
У серпні 1944 року в районі Хрещатої Куницький і його підрозділ вели бої проти штурмових німецьких взводів 168 і 254 піхотних дивізій, де німці зазнали великих втрат.
24 вересня 1944 року о 18:00 годині, отримавши згоду командувача УШПР в Києві генерал-майора НКВД Тимофія Строкача, у гірській місцевості між лісовим масивом Хрещата і селом Кам'янка загін Куницького з'єднався з передовими відділами Совєтської Армії. Тут загін віддав Совєтській Армії, награбовані в українських селян, дві пари волів для перевезення гармат  і кілька десятків великої рогатої худоби на харчування. 
26.09.1944 за наказом УШПР вирушив у тил у Дрогобицьку область. У селі Вовковия Групу поляків Павлусевича звільнили і з них створили місцеву цивільну поліцію. . У Вовковиї 4-а рота Павлусевича була розформована.
У 1946 році Куницький виступив як свідок захисту Францішека Пшисежняка, за що був заарештований. У 1988 році був військовим консультантом польсько-радянського фільму Przerawa.
Був занесений серед інших до списків, які вбивали українських націоналістів на Волині, описів формування загонів самооборони проти УПА на Волині, співробітництва польських партизан із радянськими проти УПА в липні 1943 р., бої з УПА в Бещадських горах та повідомляє про діяльність польських партизанів у Ліському повіті.
Як полковник у відставці часів Польської Народної Республіки жив у Замості.

## Просування по службі
- взводний — 1935 р.[7]
- фельдфебель — 1942
- компанієфюрер — 1943 (переведений як капітан після приходу до партизан)
- полковник — після війни

## Відзнаки
- Партизанський Хрест — Польща
- Медаль Перемоги і Свободи 1945 р. — Польща
- Медаль «Партизанові Вітчизняної війни» — Радянський Союз[8]
- Медаль «За перемогу над Німеччиною у Великій Вітчизняній війні 1941—1945 рр.» — Радянський Союз

та інші

## Частини та партизанські командири, з якими співпрацював загін Куницького
- Радянські партизани:
  - Загін партизанської бригади ім. Жукова
  - Загін партизанської бригади ім. Фрунзе
  - Загін партизанської бригади ім. Молотова
  - Загін партизанської бригади ім. Хрущова
  - Загін партизанської бригади ім. Будьонного (командир Іван Яковлєв)
  - Загін партизанської бригади ім. Суворова (командир Сергій Саньков)
  - Загін партизанської бригади ім. Кірова (командир Михайло Надєлін, комісар Василь Бєляков)
- Армія Людова:
  - 1-а бригада АЛ Люблінщина (командир кап. Ігнацій Борковський «Віцек»)
  - Бригада AL Ванда Василевська (командир кап. Станіслав Шелест)

## Публікації
- Миколай Куницький. Щоденники капітана «Мухи» (Полісся, Волинь, Бещади). ред. ПН, Варшава 1959 р. 437
- , Mikołaj Kunicki, "Pamiętnik Muchy"

## Виноски
1. ↑  Карский, Евфимий Федорович (1903). Этнографическая карта бѣлоруcского племени.
2. ↑  Ф.136, Оп.24, Д.30, Л.572, об. 573 Дзяржавний Гісторичний архів Белорусі
3. ↑  ЦДАГОУ, Ф.130, Оп.1, Д.№278, сторінка 91, автобіогорафія Куницького; Отдел - партизанский отряд им. И.И. Сталіна /командир Н.И. Куницкий/; Заключение штаба партизанского движения /УШПД/ о боевой деятельности
4. ↑  , Katia Guzarov
5. ↑  Przeprawa (Pierieprawa) w bazie Film polski. Архів оригіналу за 29 серпня 2013. Процитовано 14 грудня 2021.
6. ↑  Legendarny pułkownik „Mucha” – gościem sanockich górników. Sanocka Fabryka Autobusów. Nr 29 (356) z 10-20 października 1985: 6. Архів оригіналу за 12 червня 2018. Процитовано 14 грудня 2021.
7. ↑  Kunicki, 1971.
8. ↑  «Wielki Leksykon Uzbrojenia. Wrzesień 1939», Tom 17 (Pistolet Vis wz. 35), str. 55